# Кудратов, Усман
Усман Кудратов (1923, Урпи — после 1985) — советский хозяйственный, государственный и политический деятель, Герой Социалистического Труда.

## Биография
Родился в 1923 году в кишлаке Урпи. Член КПСС с 1958 года.
С 1941 года — на хозяйственной, общественной и политической работе. В 1937—1986 годы — колхозник. Участник Великой Отечественной войны. Заведующий фермой, бригадир, председатель колхоза, бригадир колхоза имени Калинина Яккабагского района Кашкадарьинской области.
Указом Президиума Верховного Совета СССР от 8 апреля 1971 года присвоено звание Героя Социалистического Труда с вручением ордена Ленина и золотой медали «Серп и Молот».
Избирался депутатом Верховного Совета Узбекской ССР 8-го созыва (1971—1974).
Умер после 1985 года.